# Одметници (филм)
Одметници (шп. Los Bandoleros) краткометражни је филм из 2009. године у ком је Вин Дизел глумио и у исто време био режисер, сценариста и продуцент. Мишел Родригез, Сунг Канг, Тего Калдерон, Дон Омар и Мирта Мишел репризирају своје улоге из франшизе Паклене улице у овом филму који представља потпору за причу о ликовима и дешавањима са почетка филма Паклене улице 4. Овај кратки филм је укључен у као бонус у Блу-реј и специјалном DVD издању које је објављено у Сједињеним Америчким Државама 28. јула 2009. године. Претпремијера је била на Фестивалу краткометражног филма у Лос Анђелесу и дозвољено је бесплатно преузимање у iTunes Store-у. Пол Вокер и Џордана Брустер су на филмском постеру, али у филму се појавили нису.

## Радња
Лео Тего (Тего Калдерон) је у затвору Доминиканске Републике, прича о томе како корпорације заустављају производњу електричних аутомобила и почињу рат за нафту. У међувремену, на улицама Рико Сантос (Дон Омар) ћаска са старијим човеком, јер не може да нађе довољно горива. Хан Сеул-О (Сунг Канг) стиже и Кара Мирта (Мирта Мишел) и Мало (Валентино Моралес) га одвозе са аеродрома. Одвозе га у Сантосову кућу, где се његова тетка Рубиа (Адрија Караско) бори са све већим ценама бензина, а Доминик ради на свом аутомобилу. Тим затим ужива у ручку добродошлице са породицом. После ослобађања Леа из затвора, упутили су се у клуб, где су Хан и Кара флертовали, Доминик се састаје са локалним политичарем Елвисом (Хуан Фернандез), који их обавештава да постоји шанса да се отме пошиљка бензина. После опуштања у клубу након разговора, Доминик је изненађен доласком Лети (Мишел Родригез), која га је пратила од Мексика. Њих двоје се заједно одвозе на плажу, где „освежавају своју везу”.

## Улоге
| Глумац            | Улога          |
| ----------------- | -------------- |
| Вин Дизел         | Доминик Торето |
| Мишел Родригез    | Лети Ортиз     |
| Сунг Канг         | Хан Сеул-О     |
| Тего Калдерон     | Лео Тего       |
| Дон Омар          | Рико Сантос    |
| Хуан Фернандез    | Елвис          |
| Мирта Мишел       | Кара Мирта     |
| Валентино Моралес | Мало           |
| Адриа Караско     | Рубиа          |